# Micrelenchus artizona
Micrelenchus artizona är en snäckart som först beskrevs av Arthur Adams 1853.  Micrelenchus artizona ingår i släktet Micrelenchus och familjen pärlemorsnäckor. Inga underarter finns listade i Catalogue of Life.